# بخش فیصل‌آباد

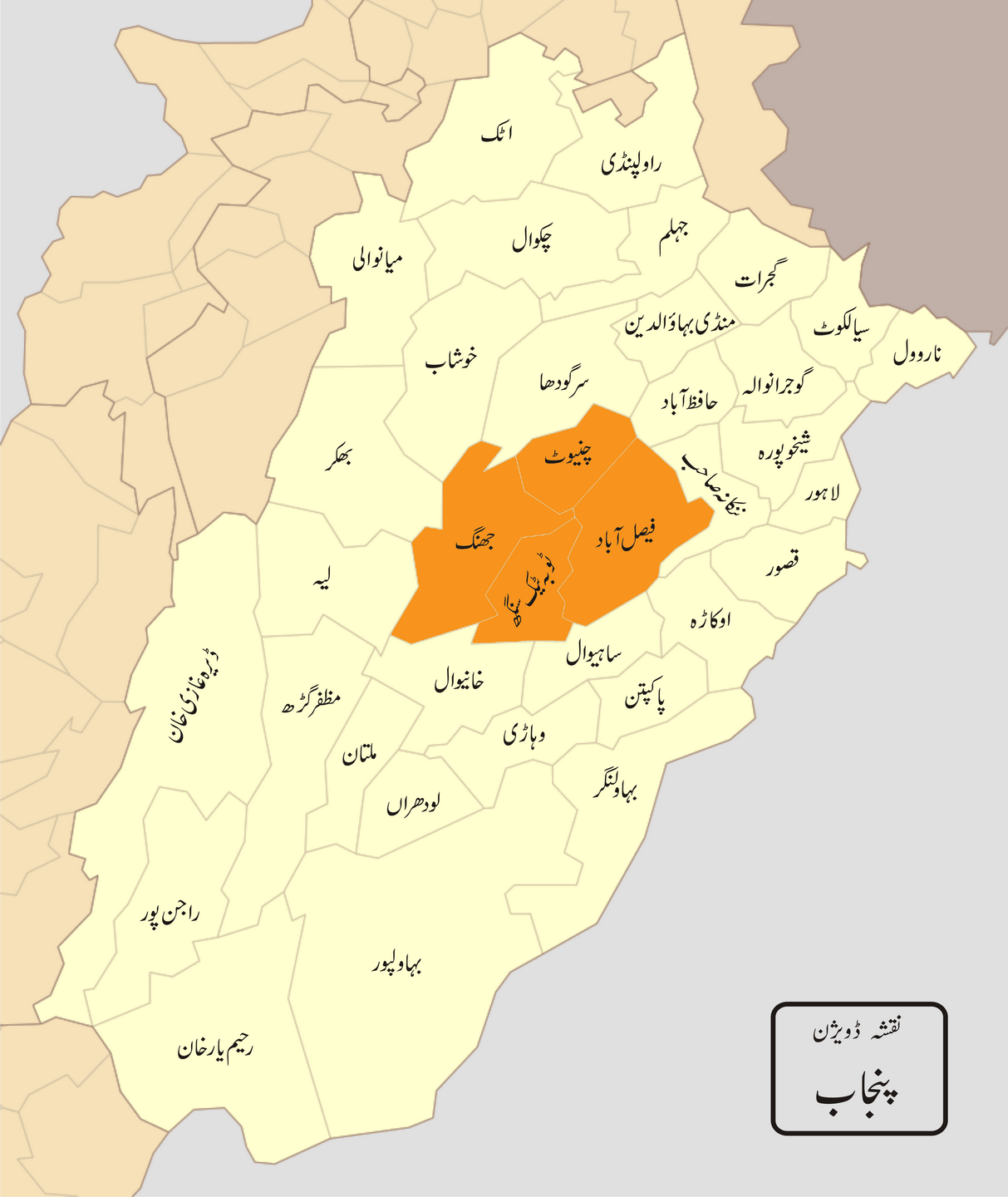
نمایی از نقشهٔ بخش فیصل‌آباد در ایالت پنجاب - ۲۰۱۳

بخش فیصل‌آباد (انگلیسی: Faisalabad Division) یکی از بخش‌های پاکستان در ایالت پنجاب بود که در اصلاحات انجام‌گرفته در سال ۲۰۰۰، ساختار بخش در پاکستان حذف گردید. اما در سال ۲۰۰۸ مجدداً بازگردانده شد. ناحیه‌های آن عبارت بودند از:
- ناحیه چنیوت
- ناحیه فیصل آباد
- ناحیه جهنگ
- Toba Tek Singh